# Коллукышлак
Коллукышлак (азерб. Kolluqışlaq) — село в административно-территориальном округе села Раздере Зангеланского района Азербайджана.

## История
В ходе Первой карабахской войны, в 1993 году село было занято армянскими вооружёнными силами, и до октября 2020 года находилось под контролем непризнанной НКР. 22 октября 2020 года, в ходе Второй карабахской войны, президент Азербайджана объявил об освобождении села Коллукышлак вооружёнными силами Азербайджана.